# Peñoles
Industrias Peñoles S.A.B. de C.V., är ett mexikanskt multinationellt företag inom gruvdrift och kemisk industri och som har verksamheter i Brasilien, Chile, Mexiko, Peru och USA. De bryter främst bly, guld, silver och zink i sina gruvor. Företagets brittisk-registrerade dotterbolag Fresnillo var år 2020 världens största producent av just silver. De producerar även kemikalierna magnesiumhydroxid, magnesiumoxid, magnesiumsulfat och natriumsulfat.

## Historik
Företaget grundades 1887 som Compañía Minera de Peñoles i syfte att bryta silver i delstaten Durango. Det har dock varit verksamhet i gruvorna i delstaten sedan år 1598 när silverfyndigheter upptäcktes av det spanska imperiet. Den verksamhet som sattes upp 1887 var dock ägd av utländska intressen och inte mexikanska. Det ändrades år 1961 när mexikanska investerare ledd av Raúl Baillères Chávez (far till Alberto Baillères González) och José A. García köpte 51% medan de resterande 49% förvärvades fyra år senare. År 2008 knoppade Peñoles av dotterbolaget Fresnillo i syfte att ha det som ett brittiskt publikt aktiebolag och där aktierna skulle handlas på London Stock Exchange.

## Närvaro
Peñoles har närvaro på följande platser:
| Mexiko (endast delstater) - Chihuahua - Coahuila - Durango - Guerrero - Mexiko (delstat) - Oaxaca - San Luis Potosí - Sonora - Tamaulipas - Zacatecas | Internationellt - Brownsville, Texas, USA - Lima, Peru - São Paulo, Brasilien - Santiago de Chile, Chile - Stamford, Connecticut, USA |